# Ola Skarholt
Ola Skarholt, född 30 november 1939, död 18 juni 2017, var en norsk orienterare som blev nordisk mästare i stafett 1965 och världsmästare i stafett 1970, han tog dessutom ytterligare två VM-brons, ett EM-silver och ett EM-brons.